# Masashi Abe
Masashi Abe  (Obira, 13 augustus 1965) is een Japans noordse combinatieskiër.

## Carrière
Abe nam driemaal deel aan de Olympische Winterspelen en was in 1994 de laatste skiër van de Japanse ploeg die de gouden medaille won in de estafette. Tijdens de spelen van 1992 werd Ane niet geselecteerd voor de estafette.
Abe werd met de Japanse ploeg wereldkampioen in 1993 en in 1995.

## Belangrijkste resultaten

### Olympische Winterspelen
| Editie | Plaats      | Resultaten                   |
| ------ | ----------- | ---------------------------- |
| 1988   | Calgary     | 31e individueel 9e estafette |
| 1992   | Albertville | 30e individueel              |
| 1994   | Lillehammer | 4e individueel · estafette   |

### Wereldkampioenschappen noordse combinatie
| Jaar | Plaats        | Resultaten                 |
| ---- | ------------- | -------------------------- |
| 1991 | Val di Fiemme | estafette                  |
| 1993 | Falun         | 6e individueel · estafette |
| 1995 | Thunder Bay   | estafette                  |